# Baeolophus ridgwayi
Baeolophus ridgwayi (лат.) — вид воробьиных птиц из семейства синицевых. Выделяют два подвида (номинативный и Baeolophus ridgwayi zaleptus). Видовое название дано в честь американского орнитолога Роберта Риджуэйя.

## Таксономия
До 1996 года считался одним видом с Baeolophus inornatus, но затем Американский орнитологический союз разделил их из-за различий в песне, предпочитаемых местах обитания и генетике.

## Распространение
Обитают в Северной Америке, в западной части США и на крайнем севере Мексики.

## Описание
Небольшие серые птицы с маленьким хохолком. Самцы немного крупнее самок.

## Биология
Питаются насекомыми и пауками, а также растительным кормом. В кладке обычно от 4 до 7 яиц.